# Ved du hvem du er?
Ved du hvem du er? (originaltitel: Who do you think you are?) er et britisk TV-koncept hvor kendte opsøger deres slægt via slægtsforskning.
Serien vistes første gang på BBC i 2004, og frem til 2013 er ti sæsoner blevet lavet og vist med normalt over seks millioner seere pr. afsnit. 
De to første sæsoner blev vist på BBC Two, og blev kanalens mest sete program.
Dette første til at resten af sæsonerne blev vist på BBC One.
I Danmark vises serien på DR1, der også har lavet sin egen version af serien.

## Versioner
- UK moder-versionen på BBC fra 2004, hvorfra de forskellige landeversioner er afledt
  -  Australien Who Do You Think You Are?
  -  Canada Who Do You Think You Are?
  -  Irland Who Do You Think You Are?
  -  Sydafrika Who Do You Think You Are?
  -  USA Who Do You Think You Are?
- Danmark Ved du hvem du er?
- Holland Verborgen verleden
- Israel Mi Ata Hoshev She'ata
- Norge Hvem tror du at du er?
- Rusland Моя родословная
- Sverige Vem tror du att du är?
- Tjekkiet Tajemství rodu

## Sæsoner
| Sæson 1 (2004) 1. Bill Oddie 2. Amanda Redman 3. Sue Johnston 4. Jeremy Clarkson 5. Ian Hislop 6. Moira Stuart 7. David Baddiel 8. Lesley Garrett 9. Meera Syal 10. Vic Reeves Sæson 2 (2006) 1. Jeremy Paxman 2. Sheila Hancock 3. Stephen Fry 4. Julian Clary 5. Jane Horrocks 6. Gurinder Chadha Sæson 3 (2006) 1. Barbara Windsor 2. Robert Lindsay 3. Colin Jackson 4. David Tennant 5. David Dickinson 6. Nigella Lawson 7. Jeremy Irons 8. Julia Sawalha Adoption speciel (2007) 1. Nicky Campbell Sæson 4 (2007) 1. Natasha Kaplinsky 2. John Hurt 3. Griff Rhys Jones 4. Carol Vorderman 5. Alistair McGowan 6. Graham Norton 7. Sir Matthew Pinsent | Sæson 5 (2008) 1. Patsy Kensit 2. Boris Johnson 3. Jerry Springer 4. Esther Rantzen 5. Ainsley Harriott 6. David Suchet 7. Jodie Kidd 8. L. Llewelyn-Bowen Sæson 6 (2009) 1. Rory Bremner 2. Fiona Bruce 3. Rick Stein 4. Zoë Wanamaker 5. Kevin Whately 6. Davina McCall 7. Chris Moyles 8. Kate Humble 9. David Mitchell 10. Kim Cattrall 11. Martin Freeman Sæson 7 (2010) 1. Bruce Forsyth 2. Rupert Everett 3. Dervla Kirwan 4. Monty Don 5. Rupert Penry-Jones 6. Alexander Armstrong 7. Jason Donovan 8. Hugh Quarshie 9. Alan Cumming | Sæson 8 (2011) 1. June Brown 2. J. K. Rowling 3. Richard Madeley 4. Larry Lamb 5. Alan Carr 6. Sebastian Coe 7. Emilia Fox 8. Len Goodman 9. Robin Gibb 10. Tracey Emin Sæson 9 (2012) 1. Samantha Womack 2. Gregg Wallace 3. Patrick Stewart 4. Annie Lennox 5. Hugh Dennis 6. Alex Kingston 7. William Roache 8. Celia Imrie 9. John Barnes 10. John Bishop Sæson 10 (2013) 1. Una Stubbs 2. Nigel Havers 3. Minnie Driver 4. Lesley Sharp 5. Gary Lineker 6. Nick Hewer 7. Nitin Ganatra 8. Sarah Millican 9. Marianne Faithfull 10. John Simpson |